# Джон Наїмбана
Джон Фредерік (Генрі Гранвіль) Наїмбана (англ. John Frederick (Henry Granville) Naimbanna; 1768 — 17 липня 1793) — принц королівства Коя. У 1791 році батько король (обай) Наїмбана II відправив його в Англію. Там він навчався наук і прийняв християнство. Джон Наїмбана мріяв поширити християнство у себе на батьківщині. Після смерті батька він мав стати новим монархом Кої. Тому у липні 1793 року він залишив Велику Британію і вирушив назад до Африки. Під час плавання захворів на хворобу, яка перебігала з гарячкою, і помер у Фрітауні. Після смерті принца його мати звинуватила британців у його отруєнні, що викликало дипломатичну кризу між британською колонією Сьєрра-Леоне та королівством Коя.

## Біографія
Народився 1768 року на території нинішнього Сьєрра-Леоне. Був сином Наїмбани II, правителя королівства Коя народу темне. Його батько, до того як стати монархом, був правителем міста Робанни, неподалік гирла Сьєрра-Леоне. Наїмбана II був прогресивним правителем, прихильником вестернізації своєї держави. У короля було троє синів, яких він вирішив відправити до Великої Британії, Португалії й Османської імперії для вивчення протестантизму, католицизму й ісламу відповідно. Джон Фредерік був старшим сином короля. За описом британців він був «легким, мужнім і самовпевненим».

### Подорож до Англії
1791 року Джона відправили до Англії на невеликому торговому шлюпі «Чібіс». Сучасник так описував повний перелік його одягу, коли він залишав Африку: «Принц був прикрашений старовинним синім плащем, перев'язаним широким золотим галуном, був одягнений у чорний оксамитовий камзол, мав із собою кілька білих атласних бриджів, кілька сорочок із двома чи трьома парами ситцю». У момент від'їзду до Європи йому було 23 роки.
Прибувши до Англії, він потрапив під опіку реформатора Генрі Торнтона. Для Джона підібрали вчителів, які навчили його читання, письма й інших наук. Важливою рисою його характеру була жага до знань. Приблизно за півтора року після прибуття в Англію він уже міг читати та писати листи англійською, також познайомився з арифметикою та першими елементами математики. Крім того, набув багато загальних знань. Його вчителі говорили, що Джон Фредерік часто просив продовжити час, відведений на заняття. Він витрачав на читання не менше восьми чи десяти годин на день і був вдячний будь-кому, хто допомагав йому у вивченні чогось нового та корисного. Найбільші успіхи Наїмбана мав у богослов'ї. Він з великою повагою ставився до християнських проповідників, яких хотів запросити до своєї країни для поширення релігії серед африканців. У жовтні 1792 року його охрестили у Клепгемі, він отримав нові імена Генрі та Ґранвіль на честь Генрі Торнтона та Ґранвіля Шарпа.
Джон Наїмбана мав справедливий, але запальний характер. Відомий випадок, коли він побачив, як англієць б'є свого коня ціпком. Наїмбана вважав це несправедливим і хотів застрелити господаря коня з рушниці.
Анна-Марія Фальконбридж, сучасниця Джона Фредеріка, так описала принца: «Обличчям він не був гарний, але манери його були надзвичайно приємні, а вдача добра та ласкава; водночас почуття його були швидкі та ревниві, і вдачею він був дуже буйним, а також гордим і зневажливим, хоч і відчував великі труднощі через відсутність початкової освіти, але виявляв ознаки гарного сприйняття і, здавалося, був точний у з'ясуванні істинного характеру людей».
Якось він був присутній у Палаті громад під час дебатів про работоргівлю. Він виступав проти работоргівлі й обіцяв убити тих білих, які торгуватимуть чорними рабами. Наїмбана почув, як один із британців, який виступав за работоргівлю, сказав кілька фраз, принизливих для негрів. Чорний принц був такий розлючений цим, що вибіг з Палати громад на вулицю і почав голосно та люто кричати: «Я вб'ю цю людину, де б я її не зустрів!».
При цьому Джон Наїмбана дбав про репутацію своєї країни і боявся, що через його розповіді у слухачів може скластися негативне враження про неї. Тому, за винятком окремих випадків, утримувався від точних відповідей про африканське суспільство, звичаї, мистецтво та культуру. Також він намагався уникати сильних емоцій та подиву прогресу, який він побачив в Англії, щоб оточення не зробило висновок про ущербність африканських країн. Хоча в нього не завжди це виходило. Відомий такий випадок, коли він приїхав до Лондона, його відвели до собору Святого Павла. Велич собору, на думку англійців, що супроводжували його, мала справити враження на принца. Вони провели Джона Фредеріка до верхньої частини будівлі, звідки можна було бачити панораму всієї округи. Коли африканець побачив місто з висоти пташиного польоту, у нього почалася панічна атака через побоювання висоти. Жах так охопив чорного принца, що він поспішив спуститися і не зупинявся, доки опинився на церковному дворі. Там він подякував Богові за те, що той помилував його. Коли його запитали про причину такої дивної поведінки, він сказав, що, глянувши вниз з вершини собору Святого Павла, був вражений близькістю смерті — і, щоб не впасти з вершини собору, він був змушений втекти.

### Повернення та смерть
На початку лютого 1793 року помер король Наїмбана ІІ. Джон Фредерік отримав звістку про смерть батька лише на початку літа. Принц був змушений повернутися на батьківщину, оскільки був одним із претендентів на трон. Напередодні повернення він відчував велику тривогу через безліч нових обов'язків, які мали бути покладені на нього.
У червні 1793 року він піднявся на борт одного з судів компанії Сьєрра-Леоне, названого на честь його батька «Наїмбана», і відправився в Африку.
Під час свого плавання принц майже завжди був зайнятий обдумуванням тих труднощів, з якими, як він думав, йому доведеться зіткнутися після повернення до Африки. Він мав великі плани щодо поширення християнства у своїх землях. Через зміну клімату у нього почалася гарячка.
Стан принца гіршав, і 14 липня він наказав написати заповіт. Відповідно до заповіту його брат Варфоломій мав взяти на себе управління майном Джона Фредеріка, доки його син Люсьєн не досягне повноліття. Відповідно до останньої волі принца він мав відшкодувати харчовими продуктами суми, авансовані компанією Сьєрра-Леоне Джону Фредеріку під час його перебування в Англії. Також Джон Фредерік просив брата припинити работоргівлю у своїх землях.
Коли судно прибуло до Сьєрра-Леоне, принца доставили на берег до резиденції губернатора у Фрітауні. Незабаром туди прибули його мати Ямакопра з братом Варфоломієм у супроводі інших родичів. Джон Фредерік Наїмбана помер близько сьомої години вечора 17 липня 1793 року, приблизно через дванадцяту годину після того, як повернувся зі своєї подорожі. Смерть була зафіксована лікарем компанії Сьєрра-Леоне, доктором Вінтерботтом, який також був присутній при смерті батька.
Смерть молодого принца породила кризу, яка мало не вилилася у війну. Королева Ямакопра, мати Джона Фредеріка, звинуватила капітана «Наїмбани» Вуліса в отруєнні її сина.

### Конфлікт після смерті принца
Ямакопра виклала свої звинувачення в листі, який принц Варфоломій доставив британцям у Фрітаун. Темне, згідно зі звичаєм, скликали збори для вирішення цього конфлікту. 2 серпня темне та кілька інших африканських племен на чолі зі своїми правителями зустрілися з британцями, щоб обговорити смерть принца. Британці прагнули вести переговори з позиції сили. Вони оголосили, що Рада компанії Сьєрра-Леоне направила їм на допомогу «охорону і групу констеблів». Також були озброєні всі британці, що знаходилися в колонії, і розпочали збір ополчення з чорних лоялістів. Вождь афро-португальського походження з затоки Форо, якого британці звали синьйор Домінго, виклав вимоги матері покійного. Ямакопра «вимагала, щоб їй негайно виплатили суму у розмірі 600 злитків золота, і тільки в цьому випадку вона відкине всі думки про війну». Британці не вважали ці вимоги серйозними, оскільки знали, що після смерті чоловіка Ямакопра не має більше влади для прийняття таких рішень. Тоді королева-вдова прибула особисто і зажадала, щоб капітан Вуліс пройшов випробування вживанням отруйного напою — «червоної води». Губернатор колонії Вільям Доуз зажадав отримати докази провини капітана. Були надані свідчення негра, матроса судна «Наїмбаа», який стверджував, що нібито готував ромашковий чай для Джона Фредеріка, після вживання якого принцу стало погано. Свідчення ці не взяли до відома, оскільки цього матроса неодноразово карали за порушення дисципліни і зрештою звільнили з корабля. Королеві ж пригадали історію, коли вона під час чаювання з британськими аристократами вкрала чайну ложечку і була викрита колишнім губернатором Кларксоном. Після цієї розповіді африканська королева була настільки зганьблена перед присутніми, що була змушена відмовитися від звинувачень і покинула збори. Після цього британці зачитали заповіт Джона Фредеріка, за яким брат покійного повинен був видати жителям колонії значну кількість харчових продуктів, що надалі допомогло колоністам пережити сезон дощів.

## Сім'я
У Джона Наїмбани було дві дружини, проте після навернення у християнство він був змушений відмовитися від однієї з них. Він відмовився від першої дружини, тому що від другої у нього була дитина, єдиний син Люсьєн. Після смерті Джона Наїмбани його син за заповітом був відданий на піклування його брата Джона Фредеріка Варфоломія.